# ПРВ-11
ПРВ-11 Вершина — (індекс ГРАУ — 1РЛ119, за класифікацією НАТО — Side Net) — радянський радіовисотомір. Стояв на озброєнні колишніх країн варшавського договору.

## Історія
Розробляти ПРВ-11 розпочали 1953 року на НДІ-244. Це була глибока модернізація висотоміра ПРВ-10. Його виробництво було освоєно у 1960-х роках на Ліанозівському електромеханічному заводі, пізніше у 1965 році виробництво було передано на Завод «Іскра».

## Комплектація
Висотомір змонтований на 3-х причепах:
- Кабіна В — приймально-передавальна кабіна на візку КЗУ-16 (52-У-415).
- Кабіна Е (типу 761) — електростанція — агрегат АД-30. У частині кабіни розміщується шафа індикатора висоти.
- Кабіна Е-Р (типу 761) — електростанція — агрегат АД-30.
- Контейнер-укладання блоку АЗ-01 (антени), контейнери з котушками кабелю та кілками.